# 亞美尼亞在歐洲青少年歌唱大賽之歷年表現
亞美尼亞在歐洲青少年歌唱大賽的參賽歷史始於在荷蘭鹿特丹舉辦的2007年第五屆歐洲青少年歌唱大賽，到2023年最近一次參賽為止已參加了16次大賽。歐洲廣播聯盟（EBU）正式會員亞美尼亞公共電視（ARMTV）負責該國的主辦、選拔與參賽事宜。
第一個為亞美尼亞出賽的代表晴天合唱團（Arevik / Արևիկ）以歌曲〈夢〉（Erazanq / Երազանք）在17國的選手中收穫136分位居亞軍。自開始參賽以來，亞美尼亞僅因納戈爾諾卡拉巴赫戰爭而缺席2020年的大賽，而且贏過兩次，分別是2010年弗拉基米爾·阿爾祖曼揚的〈媽媽〉以及2021年瑪蓮娜的〈風，風〉。亞美尼亞曾在葉里溫的凱倫·德米徹恩體育和音樂會綜合大樓主辦過2011年的大賽，而他們也在同一地點主辦2022年的大賽。

## 歷史
在與EBU商談後，ARMTV於2007年5月21日宣布，亞美尼亞將於2007年12月8日在荷蘭鹿特丹舉行的2007年歐洲青少年歌唱大賽上首次亮相。ARMTV隨後內部挑選了八人組成晴天合唱團並演唱歌曲〈夢〉作為首個參賽代表。亞美尼亞在當屆大賽的演出順序抽籤中抽到了第三個演出，前接比利時後接賽普勒斯，亞美尼亞最終以136分拿下亞軍。
在成功亮相後，亞美尼亞持續參賽並頻頻取得佳績，共包括兩次季軍（2012年和2014年）、四次亞軍（2007年、2009年、2015年、2016年和2022年）以及第一次勝利：由弗拉基米爾·阿爾祖曼揚和他的歌曲〈媽媽〉在2010年歐洲青少年歌唱大賽達成。
亞美尼亞在2011年歐洲青少年歌唱大賽成為地主國，大賽在首都葉里溫的凱倫·德米徹恩體育和音樂會綜合大樓舉行。這是歐洲青少年歌唱大賽史上第一次在前一年的獲勝國舉辦的大賽。在EBU提供了由參與國的參賽費提供的財政援助下，ARMTV組織大賽的舉辦，並有瑞典公司HD Resources協助製作技術。
ARMTV於2016年7月21日宣布，他們將參加2016年11月20日在馬爾他瓦萊塔舉行的大賽。ARMTV於2016年8月10日宣布，他們已內部挑選安娜希特·阿達米安（Anahit Adamyan / Անահիտ Ադամյան）和瑪麗·瓦爾丹揚（Mary Vardanyan / Մարյ Վարտանյան）演唱歌曲〈不一樣〉。兩人最終拿到232分（亞美尼亞的歷史高分），但以7分之差與冠軍失之交臂，得到亞軍，排在冠軍喬治亞之後。
2018年2月26日，ARMTV表示他們將開始使用國家選拔賽《邁向歐洲青少年歌唱大賽》來甄選參賽作品。然而亞美尼亞在接下來使用國家選拔賽選出來的選手：2018年的L.E.V.O.N和2019年的卡琳娜·伊格納蒂揚都只排名第9，為截至2021年亞美尼亞最差的成績。
儘管被列入參與國的最終名單，由於正在進行的納戈爾諾卡拉巴赫戰爭，亞美尼亞於2020年11月退出了2020年的大賽。後來內部透露，當時瑪蓮娜已被選中並要以歌曲〈為什麼〉參賽。隨著戰爭於11月10日結束，亞美尼亞代表團團長大衛·瑟倫揚（David Tserunyan）在Instagram上寫道亞美尼亞將會比以前變得更加堅強地回歸大賽。
2021年9月2日，EBU確認亞美尼亞將重返2021年在法國舉行的大賽。亞美尼亞再次送出瑪蓮娜參賽，而她也不負重望地以224分拿下冠軍。
2021年12月21日，EBU證實亞美尼亞將主辦2022年歐洲青少年歌唱大賽。2022年4月6日確定了大賽又將在葉里溫的凱倫·德米徹恩體育和音樂會綜合大樓舉行。

## 參賽者
以下是代表亞美尼亞參加大賽的所有選手與歌曲的列表，其中文名稱皆非官方中譯：
| 1 | 冠軍                 |
| 2 | 亞軍                 |
| 3 | 季軍                 |
| X | 選好參賽者但沒有參賽 |

| 年份   | 參賽選手                                                                                           | 歌曲                                        | 語言             | 排名   | 得分   |
| ------ | -------------------------------------------------------------------------------------------------- | ------------------------------------------- | ---------------- | ------ | ------ |
| 2007年 | 晴天合唱團 Arevik / Արևիկ                                                                          | 〈夢〉 〈〉()                               | 亚美尼亚语       | 2      | 136    |
| 2008年 | 莫妮卡·曼努查洛娃 Monica Manucharova / Մոնիկա Մանուչարովա                                          | 〈我的歌的旋律〉 〈〉()                     | 亞美尼亞語       | 8      | 59     |
| 2009年 | 勞拉·海拉佩蒂安 Luara Hayrapetyan / Լուարա Հայրապետյան                                             | 〈巴塞隆納〉 〈Barcelona〉()                | 亞美尼亞語       | 2      | 116    |
| 2010年 | 弗拉基米爾·阿爾祖曼揚 Vladimir Arzumanyan / Վլադիմիր Արզումանյան                                   | 〈媽媽〉 〈Mama〉()                         | 亞美尼亞語       | 1      | 120    |
| 2011年 | 達麗塔·阿瓦內斯安 Dalita Avanesian / Դալիթա Ավանեսյան                                              | 〈歡迎來到亞美尼亞〉 〈Welcome to Armenia〉 | 亞美尼亞語、英語 | 5      | 85     |
| 2012年 | 指南針樂團 Compass Band                                                                            | 〈甜心寶貝〉 〈Sweetie Baby〉               | 亞美尼亞語、英語 | 3      | 98     |
| 2013年 | 莫妮卡·阿瓦內斯安 Monica Avanesyan / Մոնիկա Ավանեսյան                                              | 〈巧克力工廠〉 〈Choco-Factory〉            | 亞美尼亞語、英語 | 6      | 69     |
| 2014年 | 貝蒂 Betty / Բեթթի                                                                                 | 〈太陽的子民〉 〈People of the Sun〉        | 亞美尼亞語、英語 | 3      | 146    |
| 2015年 | 米卡 Mika / Միկա                                                                                   | 〈愛〉 〈Love〉                             | 亞美尼亞語、英語 | 2      | 176    |
| 2016年 | 安娜希特·阿達米安和瑪麗·瓦爾丹揚 Anahit Adamyan & Mary Vardanyan / Անահիտ Ադամյան և Մարյ Վարտանյան | 〈不一樣〉 〈〉()                           | 亞美尼亞語、英語 | 2      | 232    |
| 2017年 | 米沙 Misha / Միշա                                                                                  | 〈迴力鏢〉 〈Boomerang〉                    | 亞美尼亞語、英語 | 6      | 148    |
| 2018年 | L.E.V.O.N                                                                                          | 〈L.E.V.O.N〉                               | 亞美尼亞語       | 9      | 125    |
| 2019年 | 卡琳娜·伊格納蒂揚 Karina Ignatyan / Կարինա Իգնատյան                                                | 〈你夢想的顏色〉 〈Colours of Your Dream〉  | 亞美尼亞語、英語 | 9      | 115    |
| 2020年 | 瑪蓮娜 Maléna / Մալենա                                                                             | 〈為什麼〉 〈Why〉                          | 亞美尼亞語、英語 | 撤賽 X | 撤賽 X |
| 2021年 | 瑪蓮娜 Maléna / Մալենա                                                                             | 〈風，風〉 〈Qami Qami〉()                  | 亞美尼亞語、英語 | 1      | 224    |
| 2022年 | 娜蕾·加扎良 Nare Ghazaryan / Նարե Ղազարյան                                                         | 〈跳起來！〉 〈DANCE!〉                     | 亞美尼亞語、英語 | 2      | 180    |
| 2023年 | Yan Girls                                                                                          | 〈照我的方法做〉 〈Do It My Way〉           | 亞美尼亞語、英語 | 3      | 180    |
| 2023年 | 利奧·姆克爾欽 Leo Mkrtchyan / Լեո Մկրտչյան                                                         | 〈星際好友〉 〈Cosmic Friend〉              | 亞美尼亞語、英語 | 8      | 125    |

### 選手相片集

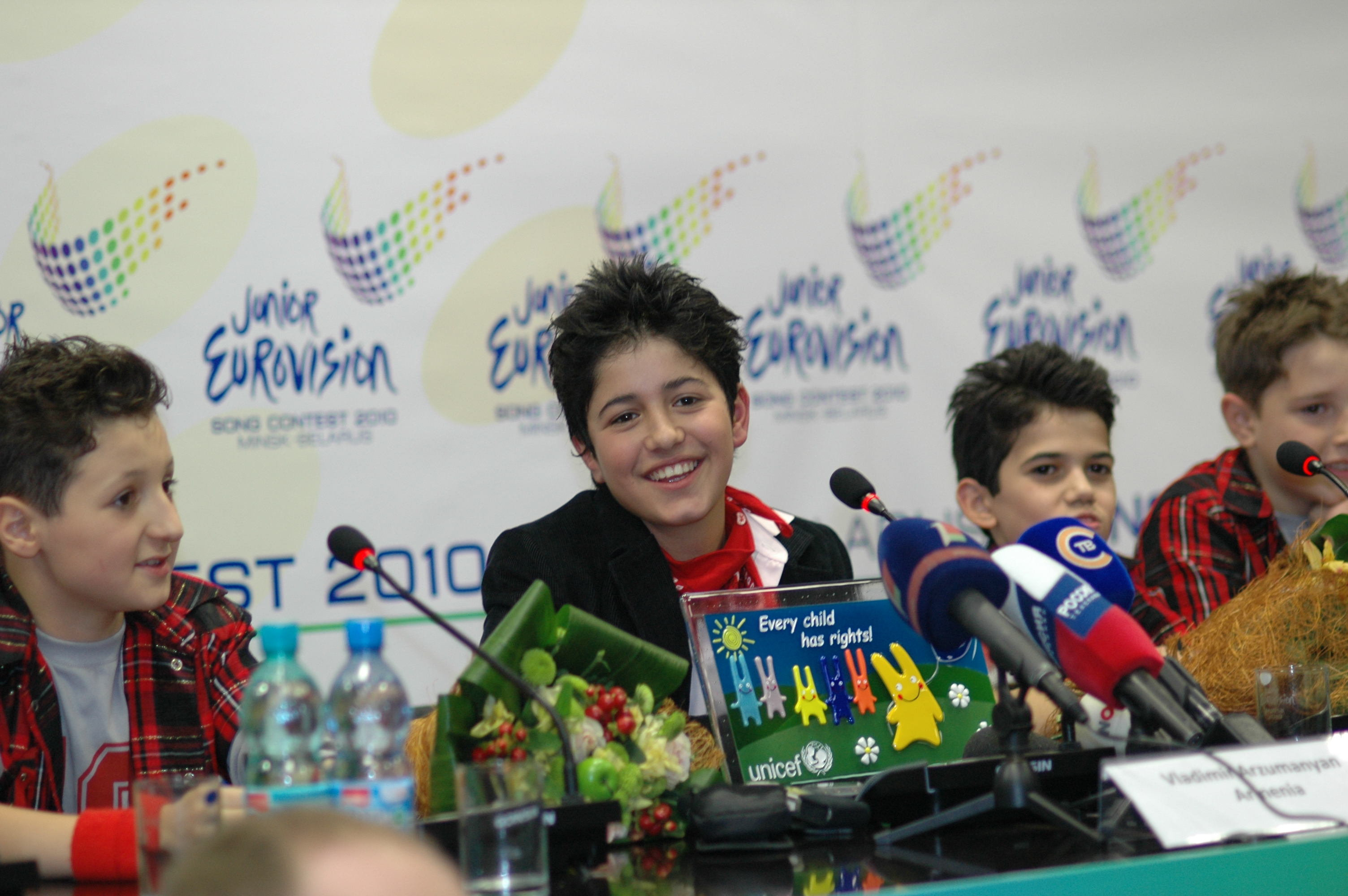
弗拉基米爾·阿爾祖曼揚在明斯克（2010）
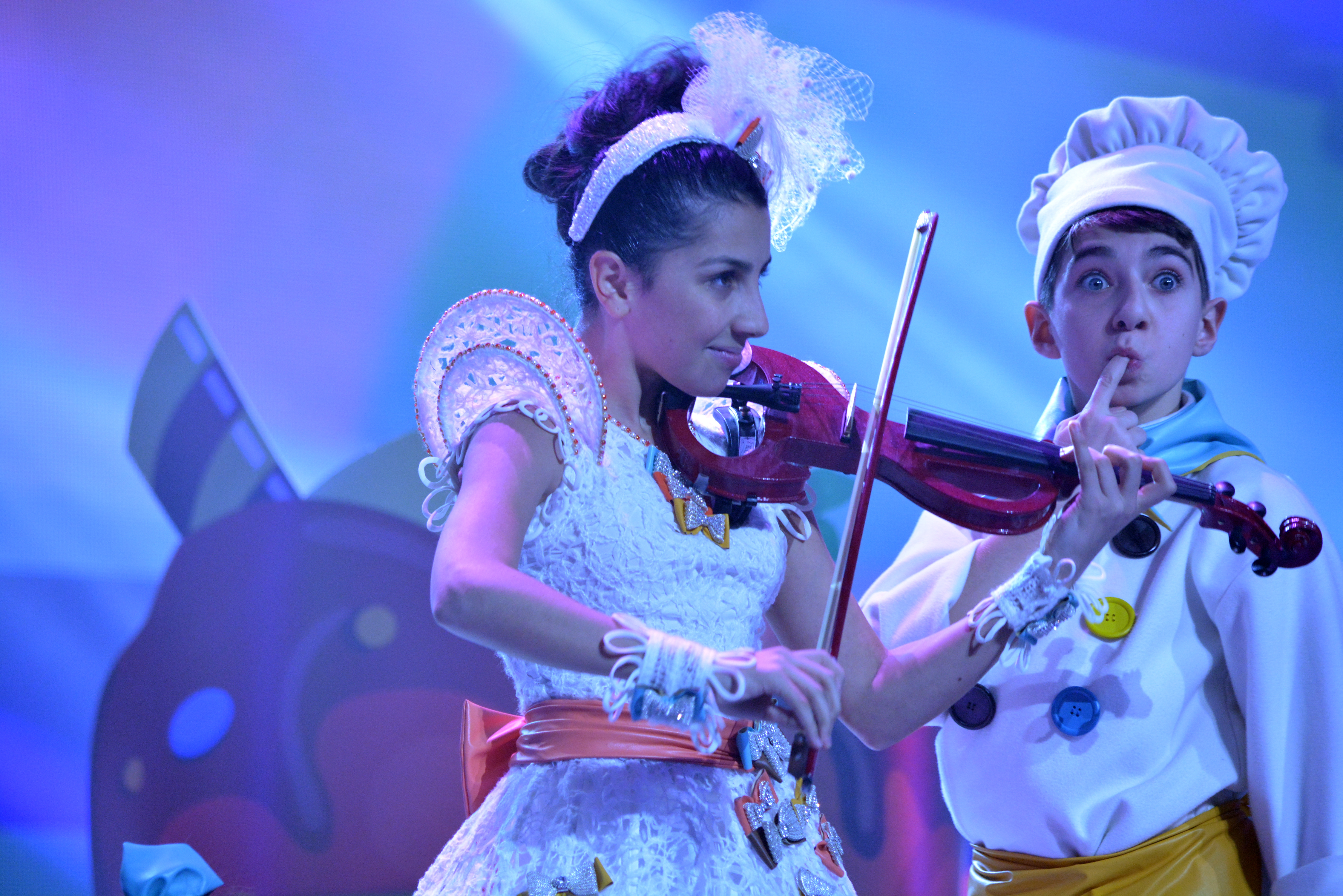
莫妮卡·阿瓦內斯安在基輔（2013）
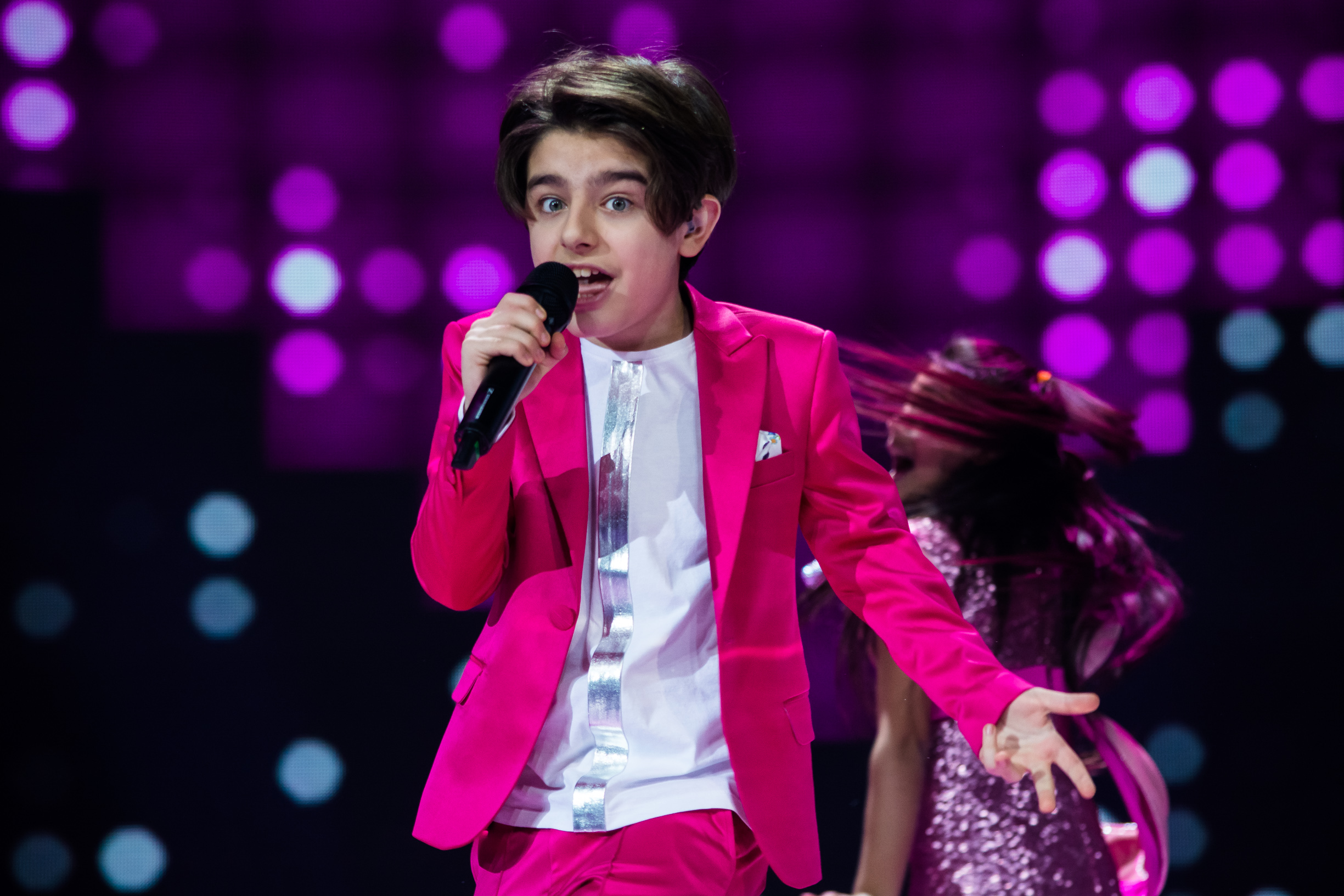
米卡在索菲亞（2015）
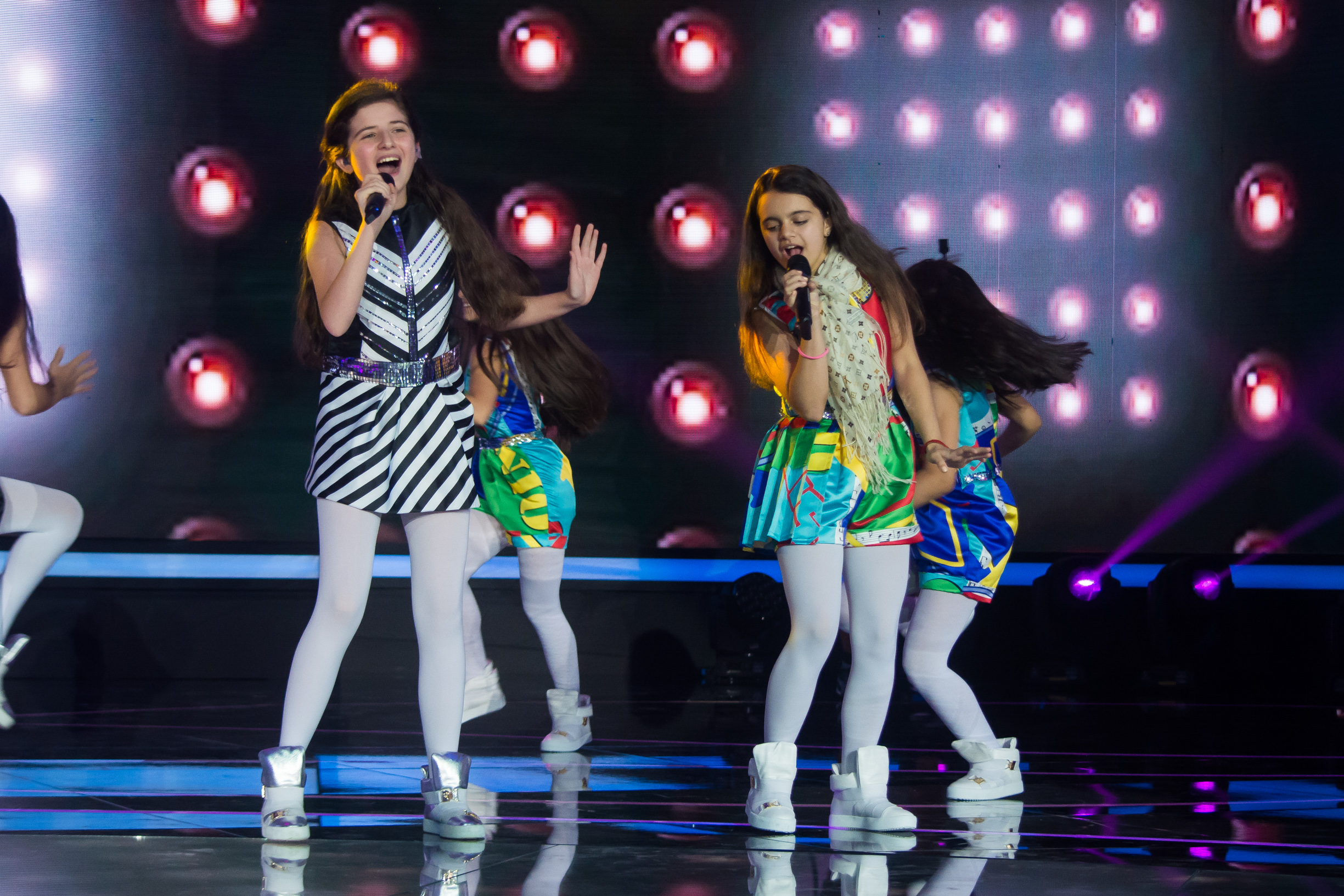
安娜希特和瑪麗在瓦萊塔（2016）
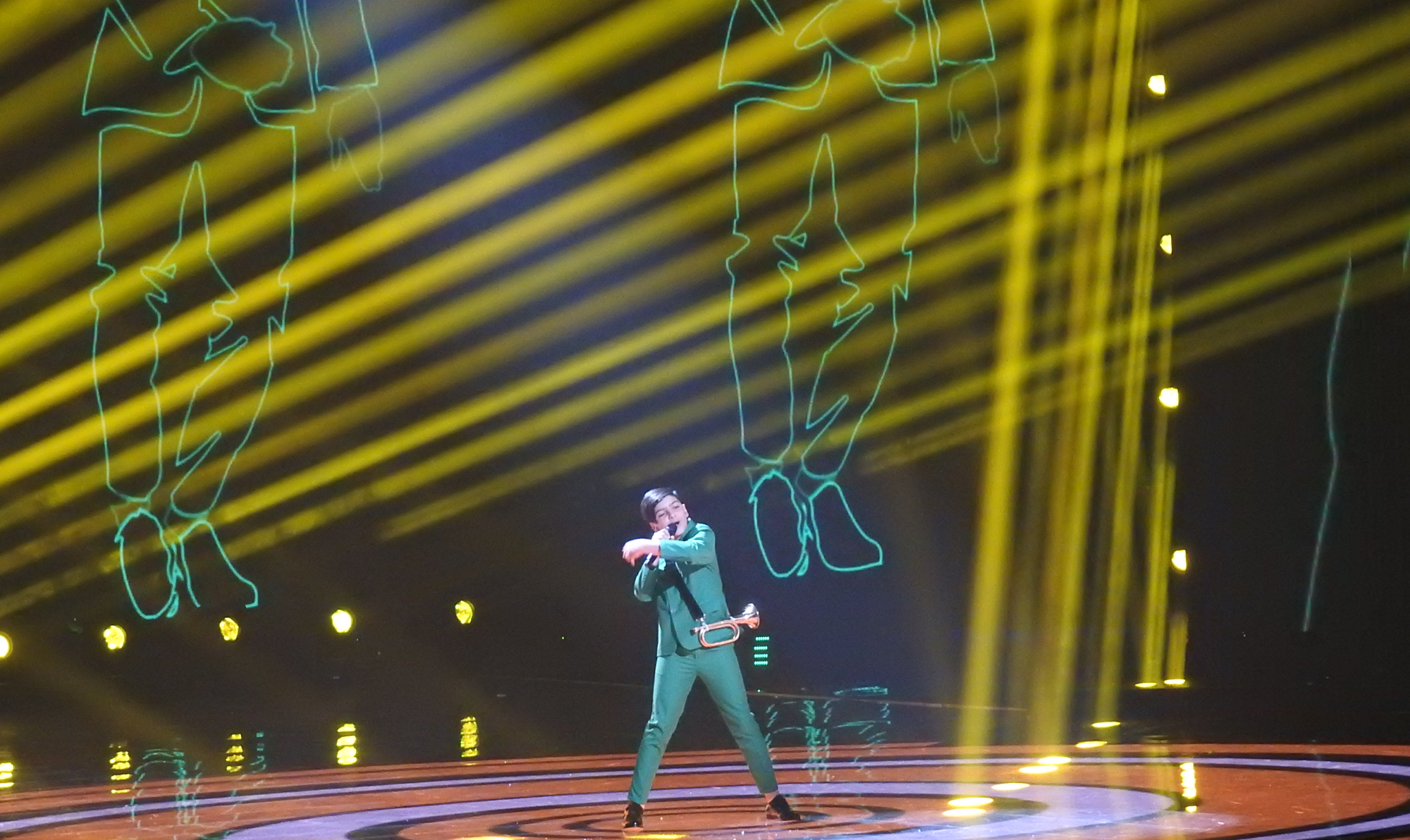
L.E.V.O.N在明斯克（2018）
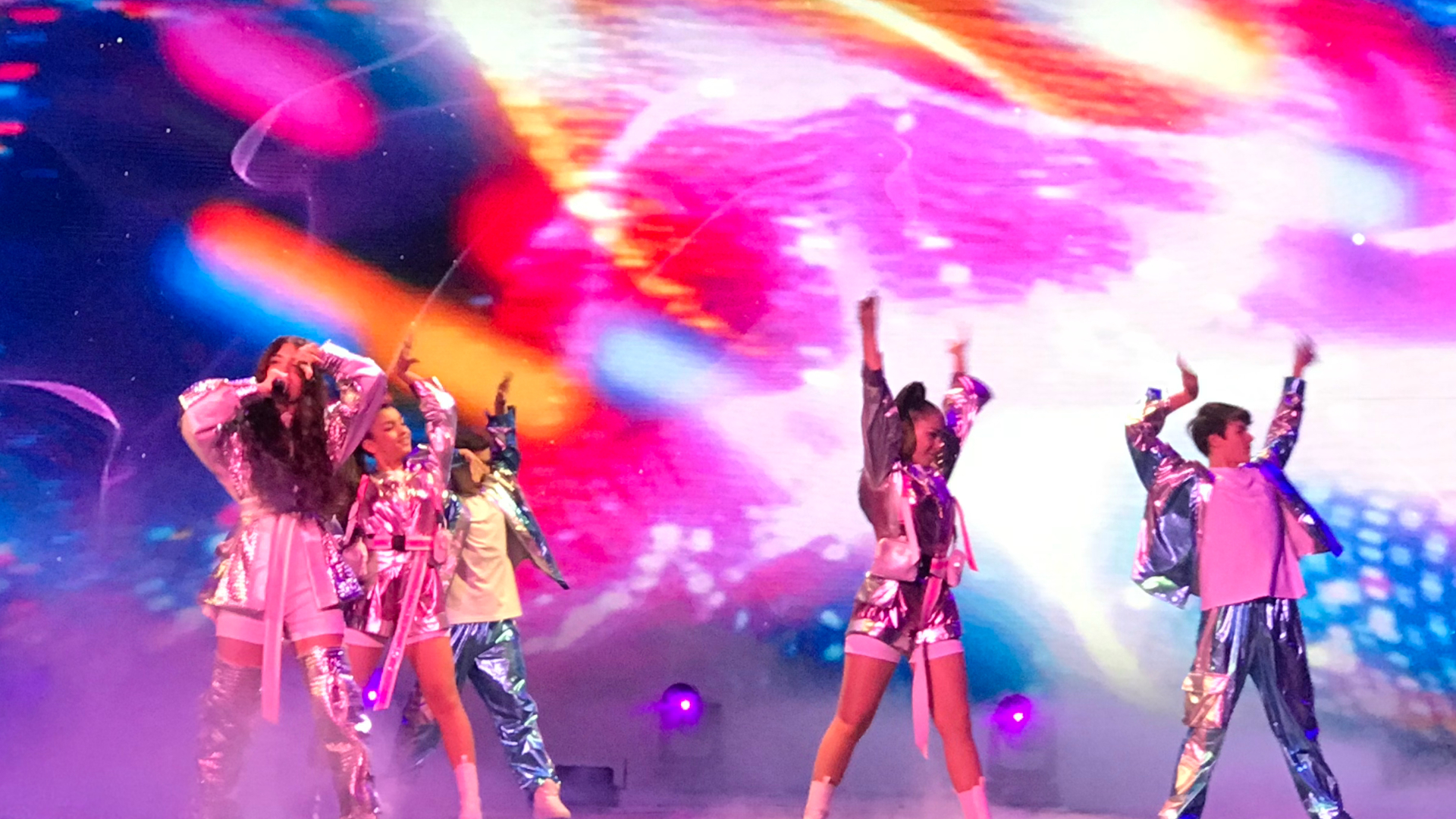
瑪蓮娜在巴黎（2021）
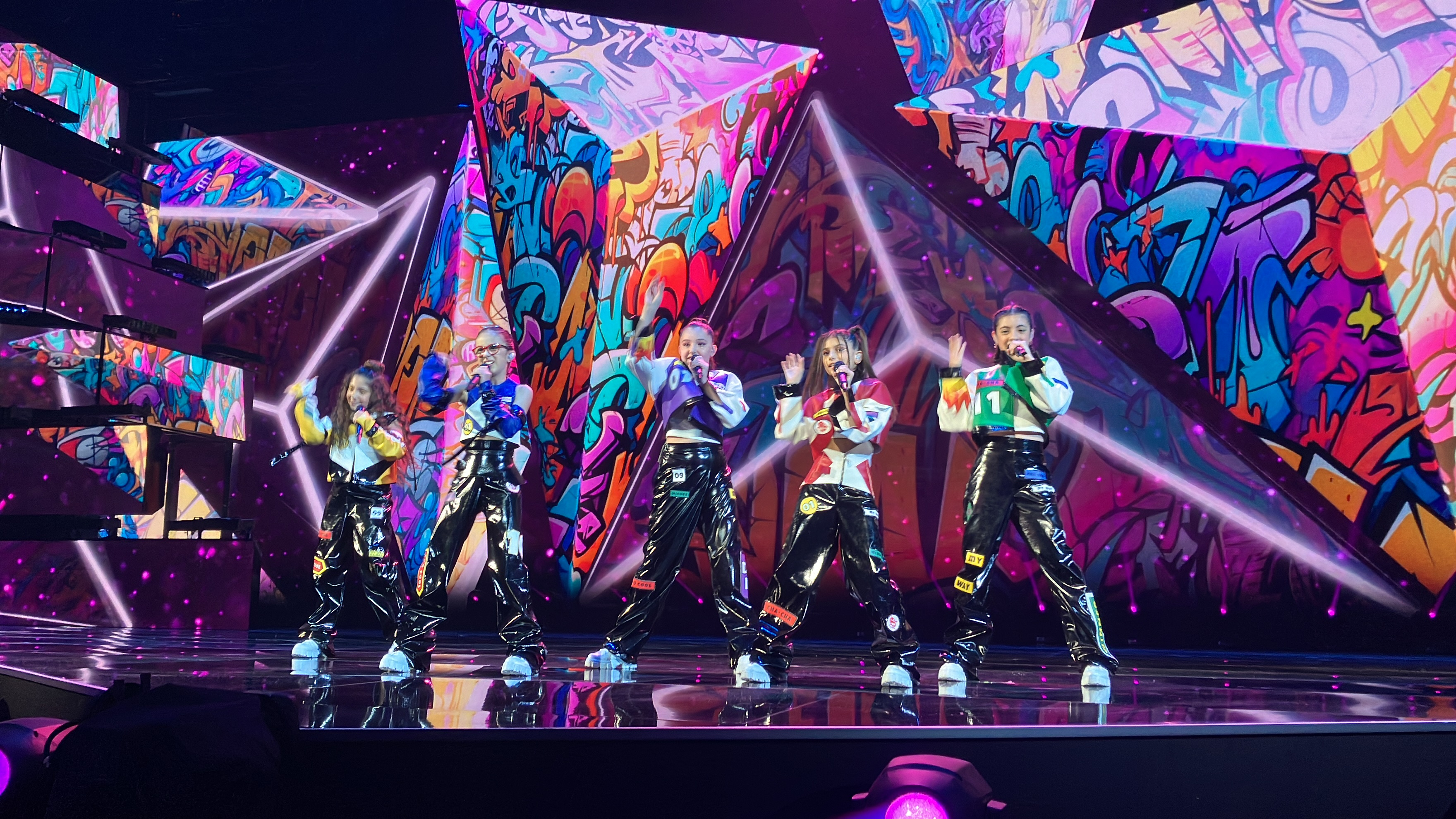
Yan Girls在尼斯（2023）

## 評論員與唱票員
大賽透過官方網站junioreurovision.tv和YouTube在網路上向全世界進行轉播。2015年大賽在官網上的轉播甚至有官網總編路克·費雪（Luke Fisher）和保加利亞2011年歐洲青少年歌唱大賽代表伊凡·伊萬諾夫以英語擔任評論員。ARMTV每次參賽也會派出自己的評論員去大賽現場來提供國內觀眾亚美尼亚语解說，同時也會派出一位唱票員來宣讀亞美尼亞的給分。下表列出自2007年ARMTV派出的評論員與唱票員。
| 年份   | 評論員                                                   | 唱票員                                 | 資料                 |
| ------ | -------------------------------------------------------- | -------------------------------------- | -------------------- |
| 2007年 | 高哈爾·加斯帕良和菲利克斯·哈恰特良（Felix Khachatryan）  | 阿尼·薩哈金（Ani Sahakyan）            | [ 20 ] [ 21 ] [ 22 ] |
| 2008年 | 高哈爾·加斯帕良                                          | 瑪麗·薩哈金（Mary Sahakyan）           | [ 23 ]               |
| 2009年 | 高哈爾·加斯帕良                                          | 拉茲米克·阿加詹揚（Razmik Aghajanyan） | [ 24 ]               |
| 2010年 | 高哈爾·加斯帕良和阿爾塔克·萬達尼安（Artak Vandanyan）    | 娜迪亞·薩爾斯揚（Nadya Sargsyan）      | [ 25 ]               |
| 2011年 | 阿爾塔克·萬達尼安和瑪麗安娜·賈維金（Marianna Javakhyan） | 拉茲米克·阿加詹揚                      | [ 26 ]               |
| 2012年 | 高哈爾·加斯帕良                                          | 米卡                                   | [ 27 ]               |
| 2013年 | 達麗塔和瓦赫·卡納米爾揚（Vahe Khanamiryan）              | 大衛·瓦爾丹揚（David Vardanyan）       | [ 28 ]               |
| 2014年 | 阿維特·巴西格揚                                          | 莫妮卡·阿瓦內斯安                      | [ 29 ]               |
| 2015年 | 阿維特·巴西格揚                                          | 貝蒂                                   | [ 30 ] [ 31 ]        |
| 2016年 | 阿維特·巴西格揚                                          | 米卡                                   | [ 32 ] [ 33 ]        |
| 2017年 | 高哈爾·加斯帕良                                          | 莉莉特·托哈提揚（Lilit Tokhatyan）     | [ 34 ] [ 35 ]        |
| 2018年 | 米卡和達麗塔                                             | 瓦爾丹·馬格利安（Vardan Margaryan）    | [ 36 ]               |
| 2019年 | 阿維特·巴西格揚和梅因·格里高良（Mane Grigoryan）         | 艾瑞克·安東尼揚（Erik Antonyan）       | [ 37 ]               |
| 2020年 | 沒有轉播                                                 | 沒有參賽                               |                      |
| 2021年 | 阿曼·瑪格利安（Arman Margaryan）和赫拉楚希·烏特馬贊      | 卡琳娜·伊格納蒂揚                      | [ 38 ] [ 39 ]        |
| 2022年 | 哈姆雷特·阿拉克良和赫拉楚希·烏特馬贊                     | 瑪蓮娜                                 | [ 40 ]               |
| 2023年 | 哈姆雷特·阿拉克良和赫拉楚希·烏特馬贊                     | 李諾·梅西爾（Lino Mercier）            | [ 41 ]               |
| 2024年 | 塞瓦克·哈科比安（Sevak Hakobyan）和赫拉楚希·烏特馬贊     | 納內·安德烈亞揚                        | [ 42 ]               |

## 主辦情況
| 年份   | 地點   | 場館                              | 主持人                                                                           | 資料   |
| ------ | ------ | --------------------------------- | -------------------------------------------------------------------------------- | ------ |
| 2011年 | 葉里溫 | 凱倫·德米徹恩體育和音樂會綜合大樓 | 高哈爾·加斯帕良和阿維特·巴西格揚                                                 | [ 43 ] |
| 2022年 | 葉里溫 | 凱倫·德米徹恩體育和音樂會綜合大樓 | 伊薇塔·慕谷奇恩、加里克·帕波揚、卡琳娜·伊格納蒂揚和機器人羅賓（Robin the Robot） | [ 44 ] |

## 註記和參考資料

### 註記
1. ↑  包含部分西亞美尼亞語歌詞。